# ملعب كورنيا إل برات
ملعب كورنيلا-إل برات (بالإنجليزية: Estadi Cornellà-El Prat)‏ هو الملعب الخاص لنادي إسبانيول الذي يلعب في الدوري الإسباني. وتبلغ سعته 40,500 معقد ويقع على أطراف كورنيلا دي يوبريغات بإقليم كتالونيا، إسبانيا.

## روابط خارجية
- RCD Espanyol الموقع الرسمي